# Португалія на пісенному конкурсі Євробачення
Португалія бере участь у Пісенному конкурсі Євробачення з 1964 року. Країна не брала участь у конкурсах 1970, 2000, 2002, 2013 і 2016 років. Першу перемогу вдалося здобути Сальвадору Собралу у 2017 році. До цього найкращим результатом Португалії було 6-е місце, яке здобула Люсія Моніц у 1996.

## Учасники Євробачення від Португалії
Умовні позначення
     Переможець
     Друге місце
     Третє місце
     Четверте місце
     П'яте місце
     Останнє місце
     Автоматичний фіналіст
     Не пройшла до фіналу
     Участь скасовано
     Не брала участі
| 1964 | Копенгаген  | Антоніу Калваріу   | «Oração»                    | Португальська             | Молитва                                                 | 13                                 | 0                                  | Без півфіналів                     | Без півфіналів                     |                |                |                |                |                |                |
| 1965 | Неаполь     | Симона де Олівейра | «Sol de inverno»            | Португальська             | Зимове сонце                                            | 13                                 | 1                                  | Без півфіналів                     | Без півфіналів                     |                |                |                |                |                |                |
| 1966 | Люксембург  | Магдалена Іглесіаш | «Ele e ela»                 | Португальська             | Він і вона                                              | 13                                 | 6                                  | Без півфіналів                     | Без півфіналів                     |                |                |                |                |                |                |
| 1967 | Відень      | Едуарду Нашіменту  | «O vento mudou»             | Португальська             | Вітер змінився                                          | 12                                 | 3                                  | Без півфіналів                     | Без півфіналів                     |                |                |                |                |                |                |
| 1968 | Лондон      | Карлуш Мендеш      | «Verão»                     | Португальська             | Літо                                                    | 11                                 | 5                                  | Без півфіналів                     | Без півфіналів                     |                |                |                |                |                |                |
| 1969 | Мадрид      | Симона де Олівейра | «Desfolhada Portuguesa»     | Португальська             | Португальська безлиста                                  | 15                                 | 4                                  | Без півфіналів                     | Без півфіналів                     |                |                |                |                |                |                |
| 1970 | Амстердам   | Не брала участь    | Не брала участь             | Не брала участь           | Не брала участь                                         | Не брала участь                    | Не брала участь                    | Не брала участь                    | Не брала участь                    |                |                |                |                |                |                |
| 1971 | Дублін      | Tonicha            | «Menina do alto da serra»   | Португальська             | Дівчина з вершини гори                                  | 9                                  | 83                                 | Без півфіналів                     | Без півфіналів                     |                |                |                |                |                |                |
| 1972 | Единбург    | Карлуш Мендеш      | «A festa da vida»           | Португальська             | Вечірка життя                                           | 7                                  | 90                                 | Без півфіналів                     | Без півфіналів                     |                |                |                |                |                |                |
| 1973 | Люксембург  | Фернанду Торду     | «Tourada»                   | Португальська             | Корида                                                  | 10                                 | 80                                 | Без півфіналів                     | Без півфіналів                     |                |                |                |                |                |                |
| 1974 | Брайтон     | Паулу де Карвалью  | «E depois do adeus»         | Португальська             | І після прощання                                        | 14                                 | 3                                  | Без півфіналів                     | Без півфіналів                     |                |                |                |                |                |                |
| 1975 | Стокгольм   | Дуарте Мендеш      | «Madrugada»                 | Португальська             | Ранній ранок                                            | 16                                 | 16                                 | Без півфіналів                     | Без півфіналів                     |                |                |                |                |                |                |
| 1976 | Гаага       | Карлуш ду Карму    | «Uma flor de verde pinho»   | Португальська             | Квітка сосни зелена                                     | 12                                 | 24                                 | Без півфіналів                     | Без півфіналів                     |                |                |                |                |                |                |
| 1977 | Лондон      | Os Amigos          | «Portugal no coração»       | Португальська             | Португалія в серці                                      | 14                                 | 18                                 | Без півфіналів                     | Без півфіналів                     |                |                |                |                |                |                |
| 1978 | Париж       | Gemini             | «Dai-li-dou»                | Португальська             | Дай-лі-ду                                               | 17                                 | 5                                  | Без півфіналів                     | Без півфіналів                     |                |                |                |                |                |                |
| 1979 | Єрусалим    | Мануела Браво      | «Sobe, sobe, balão sobe»    | Португальська             | Піднімається, піднімається, повітряна куля піднімається | 9                                  | 64                                 | Без півфіналів                     | Без півфіналів                     |                |                |                |                |                |                |
| 1980 | Гаага       | Жозе Сід           | «Um grande, grande amor»    | Португальська             | Велике, велике кохання                                  | 7                                  | 71                                 | Без півфіналів                     | Без півфіналів                     |                |                |                |                |                |                |
| 1981 | Дублін      | Карлуш Пайяу       | «Play-back»                 | Португальська             | Відтворення                                             | 18                                 | 9                                  | Без півфіналів                     | Без півфіналів                     |                |                |                |                |                |                |
| 1982 | Гаррогейт   | Doce               | «Bem-bom»                   | Португальська             | Дуже добре                                              | 13                                 | 32                                 | Без півфіналів                     | Без півфіналів                     |                |                |                |                |                |                |
| 1983 | Мюнхен      | Арманду Гама       | «Esta balada que te dou»    | Португальська             | Цю баладу я дарую тобі                                  | 13                                 | 33                                 | Без півфіналів                     | Без півфіналів                     |                |                |                |                |                |                |
| 1984 | Люксембург  | Марія Гінот        | «Silêncio e tanta gente»    | Португальська             | Тиша і дуже багато людей                                | 11                                 | 38                                 | Без півфіналів                     | Без півфіналів                     |                |                |                |                |                |                |
| 1985 | Гетеборг    | Аделаїда Феррейра  | «Penso em ti, eu sei»       | Португальська             | Я думаю про тебе, я знаю                                | 18                                 | 9                                  | Без півфіналів                     | Без півфіналів                     |                |                |                |                |                |                |
| 1986 | Берген      | Дора               | «Não sejas mau para mim»    | Португальська             | Не будь зі мною злим                                    | 14                                 | 28                                 | Без півфіналів                     | Без півфіналів                     |                |                |                |                |                |                |
| 1987 | Брюссель    | Nevada             | «Neste barco à vela»        | Португальська             | На цьому вітрильнику                                    | 18                                 | 15                                 | Без півфіналів                     | Без півфіналів                     |                |                |                |                |                |                |
| 1988 | Дублін      | Дора               | «Voltarei»                  | Португальська             | Я повернулась                                           | 18                                 | 5                                  | Без півфіналів                     | Без півфіналів                     |                |                |                |                |                |                |
| 1989 | Лозанна     | Da Vinci           | «Conquistador»              | Португальська             | Конкістадор                                             | 16                                 | 39                                 | Без півфіналів                     | Без півфіналів                     |                |                |                |                |                |                |
| 1990 | Загреб      | Nucha              | «Há sempre alguém»          | Португальська             | Завжди хтось є                                          | 20                                 | 9                                  | Без півфіналів                     | Без півфіналів                     |                |                |                |                |                |                |
| 1991 | Рим         | Dulce              | «Lusitana paixão»           | Португальська             | Лузітанська пристрасть                                  | 8                                  | 62                                 | Без півфіналів                     | Без півфіналів                     |                |                |                |                |                |                |
| 1992 | Мальме      | Діна               | «Amor d'água fresca»        | Португальська             | Любов до прісної води                                   | 17                                 | 26                                 | Без півфіналів                     | Без півфіналів                     |                |                |                |                |                |                |
| 1993 | Мілстріт    | Анабела            | «A cidade até ser dia»      | Португальська             | Місто до дня                                            | 10                                 | 60                                 | Kvalifikacija za Millstreet        | Kvalifikacija za Millstreet        |                |                |                |                |                |                |
| 1994 | Дублін      | Сара Тавареш       | «Chamar a música»           | Португальська             | Виклич музику                                           | 8                                  | 73                                 | Без півфіналів                     | Без півфіналів                     |                |                |                |                |                |                |
| 1995 | Дублін      | Tó Cruz            | «Baunilha e chocolate»      | Португальська             | Ваніль та шоколад                                       | 21                                 | 5                                  | Без півфіналів                     | Без півфіналів                     |                |                |                |                |                |                |
| 1996 | Осло        | Люсія Моніз        | «O meu coração não tem cor» | Португальська             | Моє серце не має кольору                                | 6                                  | 92                                 | 18                                 | 32                                 |                |                |                |                |                |                |
| 1997 | Дублін      | Селія Лоусон       | «Antes do adeus»            | Португальська             | Перед прощанням                                         | 24                                 | 0                                  | Без півфіналів                     | Без півфіналів                     |                |                |                |                |                |                |
| 1998 | Бірмінгем   | Alma Lusa          | «Se eu te pudesse abraçar»  | Португальська             | Якби я могла тебе обійняти                              | 12                                 | 36                                 | Без півфіналів                     | Без півфіналів                     |                |                |                |                |                |                |
| 1999 | Єрусалим    | Руї Бандейра       | «Como tudo começou»         | Португальська             | Як все починалося                                       | 21                                 | 12                                 | Без півфіналів                     | Без півфіналів                     |                |                |                |                |                |                |
| 2000 | Стокгольм   | Не брала участь    | Не брала участь             | Не брала участь           | Не брала участь                                         | Не брала участь                    | Не брала участь                    | Не брала участь                    | Не брала участь                    |                |                |                |                |                |                |
| 2001 | Копенгаген  | MTM                | «Só sei ser feliz assim»    | Португальська             | Я тільки так вмію радіти                                | 17                                 | 18                                 | Без півфіналів                     | Без півфіналів                     |                |                |                |                |                |                |
| 2002 | Таллінн     | Не брала участь    | Не брала участь             | Не брала участь           | Не брала участь                                         | Не брала участь                    | Не брала участь                    | Не брала участь                    | Не брала участь                    |                |                |                |                |                |                |
| 2003 | Рига        | Ріта Герра         | «Deixa-me sonhar»           | Португальська, англійська | Дозволь мені мріяти                                     | 22                                 | 13                                 | Без півфіналів                     | Без півфіналів                     | Без півфіналів | Без півфіналів | Без півфіналів | Без півфіналів | Без півфіналів | Без півфіналів |
| 2004 | Стамбул     | Софія Віторія      | «Foi Magia»                 | Португальська             | Це була магія                                           | Не вдалося кваліфікуватися         | Не вдалося кваліфікуватися         | 15                                 | 38                                 |                |                |                |                |                |                |
| 2005 | Київ        | 2B                 | «Amar»                      | Португальська, англійська | Кохання                                                 | Не вдалося кваліфікуватися         | Не вдалося кваліфікуватися         | 17                                 | 51                                 |                |                |                |                |                |                |
| 2006 | Афіни       | Nonstop            | «Coisas De Nada»            | Португальська, англійська | Нічого                                                  | Не вдалося кваліфікуватися         | Не вдалося кваліфікуватися         | 19                                 | 26                                 |                |                |                |                |                |                |
| 2007 | Гельсінкі   | Сабрина            | «Dança Comigo»              | Португальська             | Танцюй зі мною                                          | Не вдалося кваліфікуватися         | Не вдалося кваліфікуватися         | 11                                 | 88                                 |                |                |                |                |                |                |
| 2008 | Белград     | Ваня Фернандеш     | «Senhora do Mar»            | Португальська             | Владичиця моря                                          | 13                                 | 69                                 | 2                                  | 120                                |                |                |                |                |                |                |
| 2009 | Москва      | Flor-de-Lis        | «Todas as ruas do amor»     | Португальська             | Всі вулиці кохання                                      | 15                                 | 57                                 | 8                                  | 70                                 |                |                |                |                |                |                |
| 2010 | Осло        | Філіпа Азеведу     | «Há dias assim»             | Португальська             | Бувають такі дні                                        | 18                                 | 43                                 | 4                                  | 89                                 |                |                |                |                |                |                |
| 2011 | Дюссельдорф | Homens da Luta     | «A luta é alegria»          | Португальська             | Боротьба - це радість                                   | Не вдалося кваліфікуватися         | Не вдалося кваліфікуватися         | 18                                 | 22                                 |                |                |                |                |                |                |
| 2012 | Баку        | Філіпа Соза        | «Vida Minha»                | Португальська             | Моє життя                                               | Не вдалося кваліфікуватися         | Не вдалося кваліфікуватися         | 13                                 | 39                                 |                |                |                |                |                |                |
| 2013 | Мальме      | Не брала участь    | Не брала участь             | Не брала участь           | Не брала участь                                         | Не брала участь                    | Не брала участь                    | Не брала участь                    | Не брала участь                    |                |                |                |                |                |                |
| 2014 | Копенгаген  | Сузі               | «Quero ser tua»             | Португальська             | Я хочу бути твоєю                                       | Не вдалося кваліфікуватися         | Не вдалося кваліфікуватися         | 11                                 | 39                                 |                |                |                |                |                |                |
| 2015 | Відень      | Леонор Андраді     | «Ha Um Mar Que Nos Separa»  | Португальська             | Є море, яке нас розділяє                                | Не вдалося кваліфікуватися         | Не вдалося кваліфікуватися         | 14                                 | 19                                 |                |                |                |                |                |                |
| 2016 | Стокгольм   | Не брала участь    | Не брала участь             | Не брала участь           | Не брала участь                                         | Не брала участь                    | Не брала участь                    | Не брала участь                    | Не брала участь                    |                |                |                |                |                |                |
| 2017 | Київ        | Сальвадор Собрал   | «Amar Pelos Dois»           | Португальська             | Любов для обох                                          | 1                                  | 758                                | 1                                  | 370                                |                |                |                |                |                |                |
| 2018 | Лісабон     | Клаудія Пашкоал    | «O Jardim»                  | Португальська             | Сад                                                     | 26                                 | 39                                 | Країна-господар                    | Країна-господар                    |                |                |                |                |                |                |
| 2019 | Тель-Авів   | Конан Осіріс       | «Telemóveis»                | Португальська             | Мобільні телефони                                       | Не вдалося кваліфікуватися         | Не вдалося кваліфікуватися         | 15                                 | 51                                 |                |                |                |                |                |                |
| 2020 | Роттердам   | Еліза              | «Medo de sentir»            | Португальська             | Страх почуття                                           | Конкурс скасовано через COVID-19 X | Конкурс скасовано через COVID-19 X | Конкурс скасовано через COVID-19 X | Конкурс скасовано через COVID-19 X |                |                |                |                |                |                |
| 2021 | Роттердам   | The Black Mamba    | «Love Is on My Side»        | Англійська                | Кохання на моїй стороні                                 | 12                                 | 153                                | 4                                  | 239                                |                |                |                |                |                |                |
| 2022 | Турин       | Маро               | «Saudade, saudade»          | Англійська, португальська | Туга, туга                                              | 9                                  | 207                                | 4                                  | 208                                |                |                |                |                |                |                |
| 2023 | Ліверпуль   | Mimicat            | «Ai coração»                | Португальська             | О, серце                                                | 23                                 | 59                                 | 9                                  | 74                                 |                |                |                |                |                |                |
| 2024 | Мальме      | Іоланда            | «Grito»                     | Португальська             | Кричати                                                 | 10                                 | 152                                | 8                                  | 58                                 |                |                |                |                |                |                |
| 2025 | Базель      | Napa               | «Deslocado»                 | Португальська             | Переміщений                                             | 21                                 | 50                                 | 9                                  | 56                                 |                |                |                |                |                |                |

## Країна-господар
| Рік  | Місто   | Місце        | Ведучі                                                        |
| ---- | ------- | ------------ | ------------------------------------------------------------- |
| 2018 | Лісабон | Altice Arena | Catarina Furtado Daniela Ruah Filomena Cautela Sílvia Alberto |

## Нагороди
Премія Марселя Безансона
| Рік  | Країна     | Категорія         | Виконавець      | Пісня                           | Результат | Бали | Місце проведення |
| ---- | ---------- | ----------------- | --------------- | ------------------------------- | --------- | ---- | ---------------- |
| 2008 | Португалія | Приз преси        | Vânia Fernandes | «Senhora do mar (Negras águas)» | 13        | 69   | Белград          |
| 2017 | Португалія | Мистецький приз   | Салвадор Собрал | «Amar Pelos Dois»               | 1         | 758  | Київ             |
| 2017 | Португалія | Приз композиторів | Салвадор Собрал | «Amar Pelos Dois»               | 1         | 758  | Київ             |

Премія Барбари Декс
| Рік  | Країна     | Виконавець   | Пісня          | Місце         | Місто проведення |
| ---- | ---------- | ------------ | -------------- | ------------- | ---------------- |
| 2006 | Португалія | Нонстоп      | Coisas De Nada | 19 (Півфінал) | Афіни            |
| 2019 | Португалія | Conan Osiris | Telemóveis     | 15 (Півфінал) | Тель-Авів        |

## Пов'язана участь

### Диригенти
До 1999 року, коли на конкурсі використовувався оркестр, було обов'язкова  присутність диригента, якщо країна його використовувала. Мовники могли надавати власних диригентів або звернутися до послуг диригента, призначеного мовником країни-господарки. Диригенти, які керували оркестром під час португальських заявок кожного року, перераховані нижче.
| Рік  | Диригент                 | Прим. |
| ---- | ------------------------ | ----- |
| 1964 | Кай Мортенсен            | [ 3 ] |
| 1965 | Фернандо де Карвальо     | [ 3 ] |
| 1966 | Жорже Кошта Пінту        | [ 3 ] |
| 1967 | Армандо Таварес Бело     | [ 3 ] |
| 1968 | Жоакім Луїс Гомеш        | [ 3 ] |
| 1969 | Феррер Триндад           | [ 3 ] |
| 1971 | Жорже Кошта Пінту        | [ 4 ] |
| 1972 | Річард Хілл              | [ 4 ] |
| 1973 | Жорже Кошта Пінту        | [ 4 ] |
| 1974 | Жосе Кальваріо           | [ 4 ] |
| 1975 | Педро Осоріо             | [ 4 ] |
| 1976 | Тіло Красманн            | [ 4 ] |
| 1977 | Жосе Кальваріо           | [ 4 ] |
| 1978 | Тіло Красманн            | [ 4 ] |
| 1979 | Тіло Красманн            | [ 4 ] |
| 1980 | Жорже Машадо             | [ 5 ] |
| 1981 | Шегундо Галарза          | [ 5 ] |
| 1982 | Луїш Дуарте              | [ 5 ] |
| 1983 | Майк Сержант             | [ 5 ] |
| 1984 | Педро Осоріо             | [ 5 ] |
| 1985 | Жосе Кальваріо           | [ 5 ] |
| 1986 | Колін Фрехтер            | [ 5 ] |
| 1987 | Жайме Олівейра           | [ 5 ] |
| 1988 | Жосе Кальваріо           | [ 5 ] |
| 1989 | Луїш Дуарте              | [ 5 ] |
| 1990 | Карлош Альберто Моніс    |       |
| 1991 | Фернандо Коррейя Мартінс |       |
| 1992 | Карлош Альберто Моніс    |       |
| 1993 | Арміндо Невес            |       |
| 1994 | Тіло Красманн            |       |
| 1995 | Тіло Красманн            |       |
| 1996 | Педро Осоріо             |       |
| 1997 | Тіло Красманн            |       |
| 1998 | Майк Сержант             |       |

Також, на національному відборі Португалії в 1999 та 2001 роках був присутній оркестр, де виступами переможців диригували Жозе Маріньо та Руї Філіпе Рейш відповідно.

### Коментатори та речники
| Рік  | Коментатор                        | Коментатор                                   | Речник                    | Прим.         |
| Рік  | Телебачення                       | Радіо                                        | Речник                    | Прим.         |
| ---- | --------------------------------- | -------------------------------------------- | ------------------------- | ------------- |
| 1963 | Федеріко Галло                    | Невідомо                                     | Не брала участь           |               |
| 1964 | Гомес Феррейра                    | Невідомо                                     | Марія Мануела Фуртаду     |               |
| 1965 | Гомес Феррейра                    | Невідомо                                     | Марія Мануела Фуртаду     |               |
| 1966 | Фіальо Гувейя                     | Невідомо                                     | Марія Мануела Фуртаду     |               |
| 1967 | Фіальо Гувейя                     | Невідомо                                     | Марія Мануела Фуртаду     |               |
| 1968 | Фіальо Гувейя                     | Невідомо                                     | Марія Мануела Фуртаду     |               |
| 1969 | Енріке Мендеш                     | Невідомо                                     | Марія Мануела Фуртаду     |               |
| 1970 | Енріке Мендеш                     | Невідомо                                     | Не брала участь           |               |
| 1971 | Енріке Мендеш                     | Невідомо                                     | Без речників              |               |
| 1972 | Енріке Мендеш                     | Амадеу Мейрелеш                              | Без речників              |               |
| 1973 | Артур Агостіньо                   | Амадеу Мейрелеш                              | Без речників              |               |
| 1974 | Артур Агостіньо                   | Невідомо                                     | Енріке Мендеш             |               |
| 1975 | Жуліу Ісідро                      | Амадеу Мейрелеш                              | Ана Занатті               |               |
| 1976 | Невідомо                          | Амадеу Мейрелеш                              | Ана Занатті               |               |
| 1977 | Жосе Корте-Реаль                  | Амадеу Мейрелеш                              | Ана Занатті               |               |
| 1978 | Еладіо Клімако                    | Амадеу Мейрелеш                              | Ізабель Волмар            |               |
| 1979 | Фіальо Гувейя                     | Невідомо                                     | Жоао Абель да Фонсека     |               |
| 1980 | Ізабель Волмар                    | Невідомо                                     | Тереза Круз               |               |
| 1981 | Еладіо Клімако                    | Невідомо                                     | Маргарида Андраде         |               |
| 1982 | Фіальо Гувейя                     | Невідомо                                     | Маргарида Андраде         |               |
| 1983 | Еладіо Клімако                    | Невідомо                                     | Жоао Абель Фонсека        |               |
| 1984 | Фіальо Гувейя                     | Невідомо                                     | Еладіо Клімако            |               |
| 1985 | Еладіо Клімако                    | Невідомо                                     | Марія Маргарида Гаспар    |               |
| 1986 | Фіальо Гувейя                     | Фіальо Гувейя                                | Маргарида Андраде         |               |
| 1987 | Марія Маргарида Гаспар            | Невідомо                                     | Ана Занатті               |               |
| 1988 | Маргарида Андраде                 | Невідомо                                     | Марія Маргарида Гаспар    |               |
| 1989 | Ана Занатті                       | Невідомо                                     | Маргарида Андраде         |               |
| 1990 | Ана до Карму                      | Невідомо                                     | Жоао Абель Фонсека        |               |
| 1991 | Ана до Карму                      | Невідомо                                     | Марія Маргарида Гаспар    |               |
| 1992 | Еладіо Клімако                    | Невідомо                                     | Ана Занатті               |               |
| 1993 | Ізабель Баїя                      | Невідомо                                     | Маргарида Мерсес де Мелло |               |
| 1994 | Еладіо Клімако                    | Невідомо                                     | Ізабель Баїя              |               |
| 1995 | Ана до Карму                      | Невідомо                                     | Серенелла Андраде         |               |
| 1996 | Марія Маргарида Гаспар            | Невідомо                                     | Крістіна Роша             |               |
| 1997 | Карлос Рібейро                    | Невідомо                                     | Крістіна Роша             |               |
| 1998 | Руї Унас                          | Невідомо                                     | Люсія Моніз               |               |
| 1999 | Руї Унас                          | Жоао Давид Нуньєс                            | Мануель Луїш Гуша         |               |
| 2000 | Еладіо Клімако                    | Невідомо                                     | Не брала участь           |               |
| 2001 | Еладіо Клімако                    | Невідомо                                     | Маргарида Мерсес де Мелло |               |
| 2002 | Еладіо Клімако                    | Невідомо                                     | Не брала участь           |               |
| 2003 | Маргарида Мерсес де Мелло         | Невідомо                                     | Хелена Рамос              |               |
| 2004 | Еладіо Клімако                    | Невідомо                                     | Ізабель Анджеліно         |               |
| 2005 | Еладіо Клімако                    | Невідомо                                     | Ізабель Анджеліно         |               |
| 2006 | Еладіо Клімако                    | Невідомо                                     | Крістіна Алвес            |               |
| 2007 | Ізабель Анджеліно, Жорже Габріель | Невідомо                                     | Франциско Мендеш          |               |
| 2008 | Ізабель Анджеліно, Жорже Габріель | Невідомо                                     | Тереза Вілья-Лобос        |               |
| 2009 | Елдер Рейс                        | Не транслювали                               | Хелена Коельо             |               |
| 2010 | Серхіо Матеус                     | Не транслювали                               | Ана Гальван               |               |
| 2011 | Сільвія Альберто                  | Не транслювали                               | Джоана Телес              |               |
| 2012 | Педро Грейнджер                   | Не транслювали                               | Джоана Телес              |               |
| 2013 | Сільвія Альберто                  | Не транслювали                               | Не брала участь           |               |
| 2014 | Сільвія Альберто                  | Не транслювали                               | Джоана Телес              |               |
| 2015 | Елдер Рейс, Рамон Галарза         | Не транслювали                               | Сузана                    |               |
| 2016 | Елдер Рейс, Нуно Ґалопім(фінал)   | Не транслювали                               | Не брала участь           |               |
| 2017 | Жосе Карлос Малато, Нуно Ґалопім  | Не транслювали                               | Філомена Каутела          | [ 6 ] [ 7 ]   |
| 2018 | Елдер Рейс, Нуно Ґалопім          | Ноемія Гонсалвес, Антоніо Маседо, Тозе Бріто | Педро Фернандеш           |               |
| 2019 | Жосе Карлос Малато, Нуно Ґалопім  | Невідомо                                     | Інес Лопес Гонсалвес      | [ 8 ]         |
| 2021 | Жосе Карлос Малато, Нуно Ґалопім  | Невідомо                                     | Еліза Сільва              |               |
| 2022 | Нуно Ґалопім                      | Невідомо                                     | Педро Татанка             |               |
| 2023 | Жосе Карлос Малато, Нуно Ґалопім  | Невідомо                                     | Маро                      | [ 9 ]         |
| 2024 | Жосе Карлос Малато, Нуно Ґалопім  | Не транслювали                               | Mimicat                   | [ 10 ] [ 11 ] |

## Статистика голосувань (1975—2025)

### Португалія дала найбільше очок:
| Місце | Країна          | Очок |
| ----- | --------------- | ---- |
| 1     | Іспанія         | 221  |
| 2     | Італія          | 218  |
| 3     | Німеччина       | 185  |
| 4     | Велика Британія | 176  |
| 5     | Франція         | 144  |

### Португалія отримала найбільше очок від:
| Місце | Країна     | Очок |
| ----- | ---------- | ---- |
| 1     | Франція    | 188  |
| 2     | Іспанія    | 178  |
| 3     | Швейцарія  | 122  |
| 4     | Нідерланди | 93   |
| 5     | Німеччина  | 78   |

## Галерея

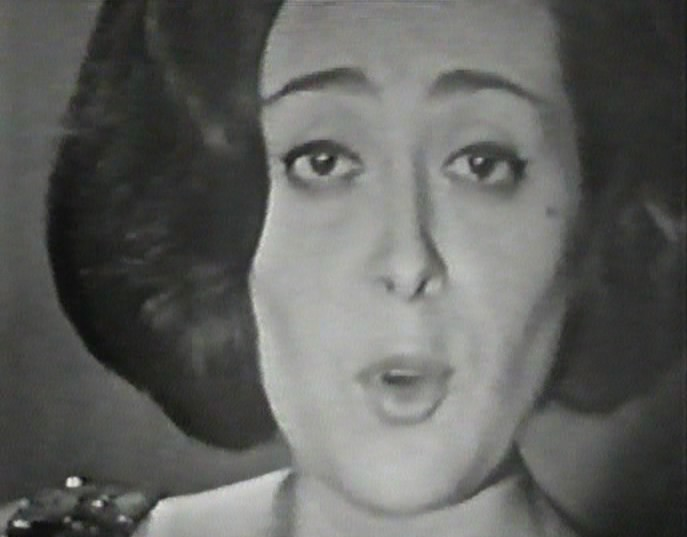
Сімона де Олівейра в Неаполі (1965)
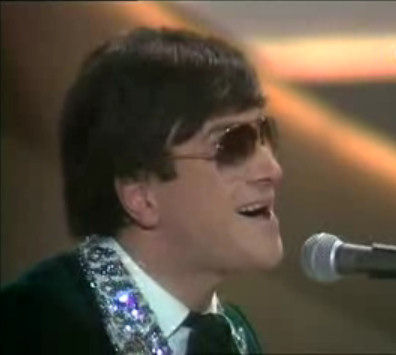
Жозе Сід у Гаазі (1980)
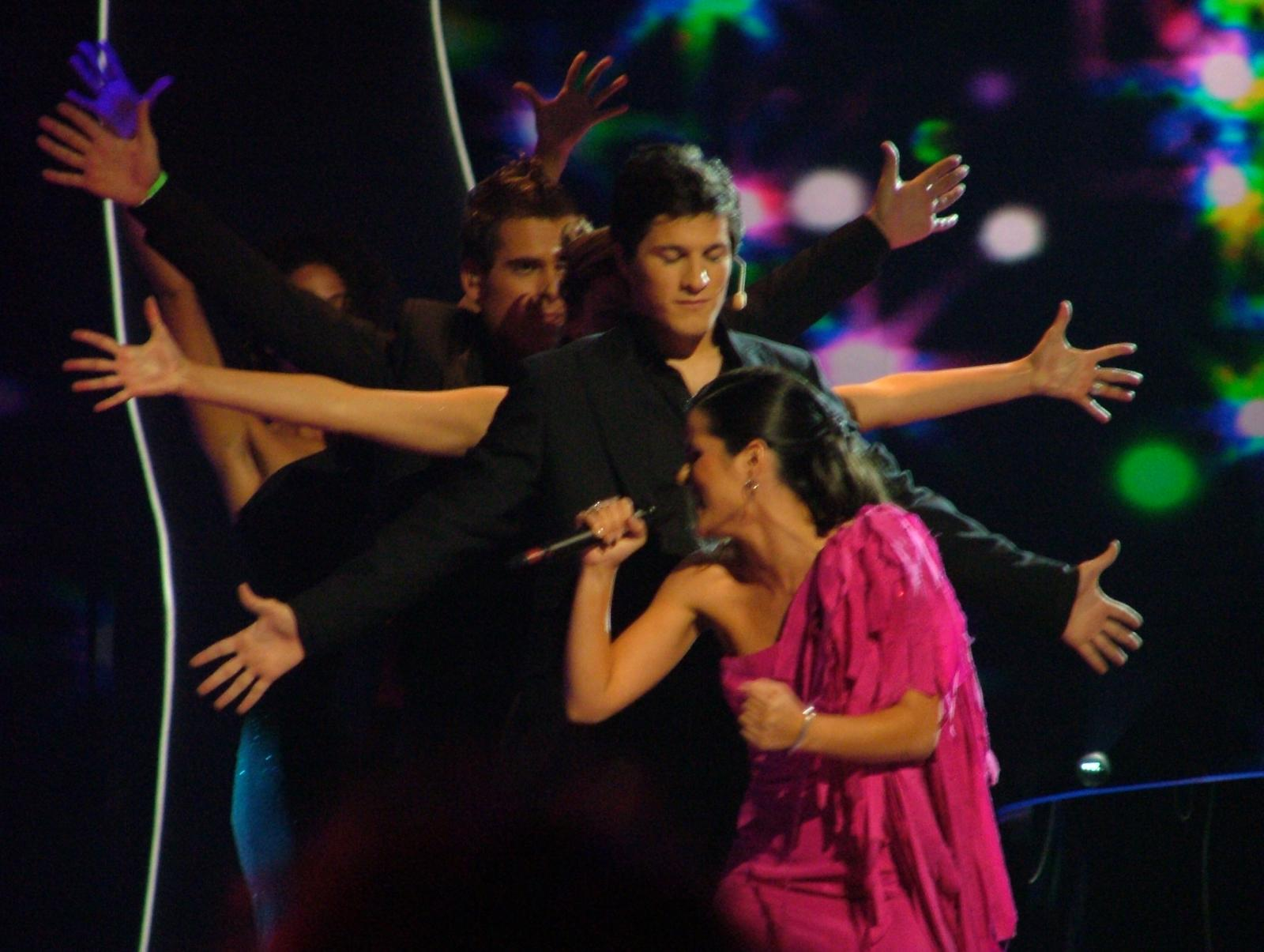
Sofia Vitória в Стамбулі (2004)
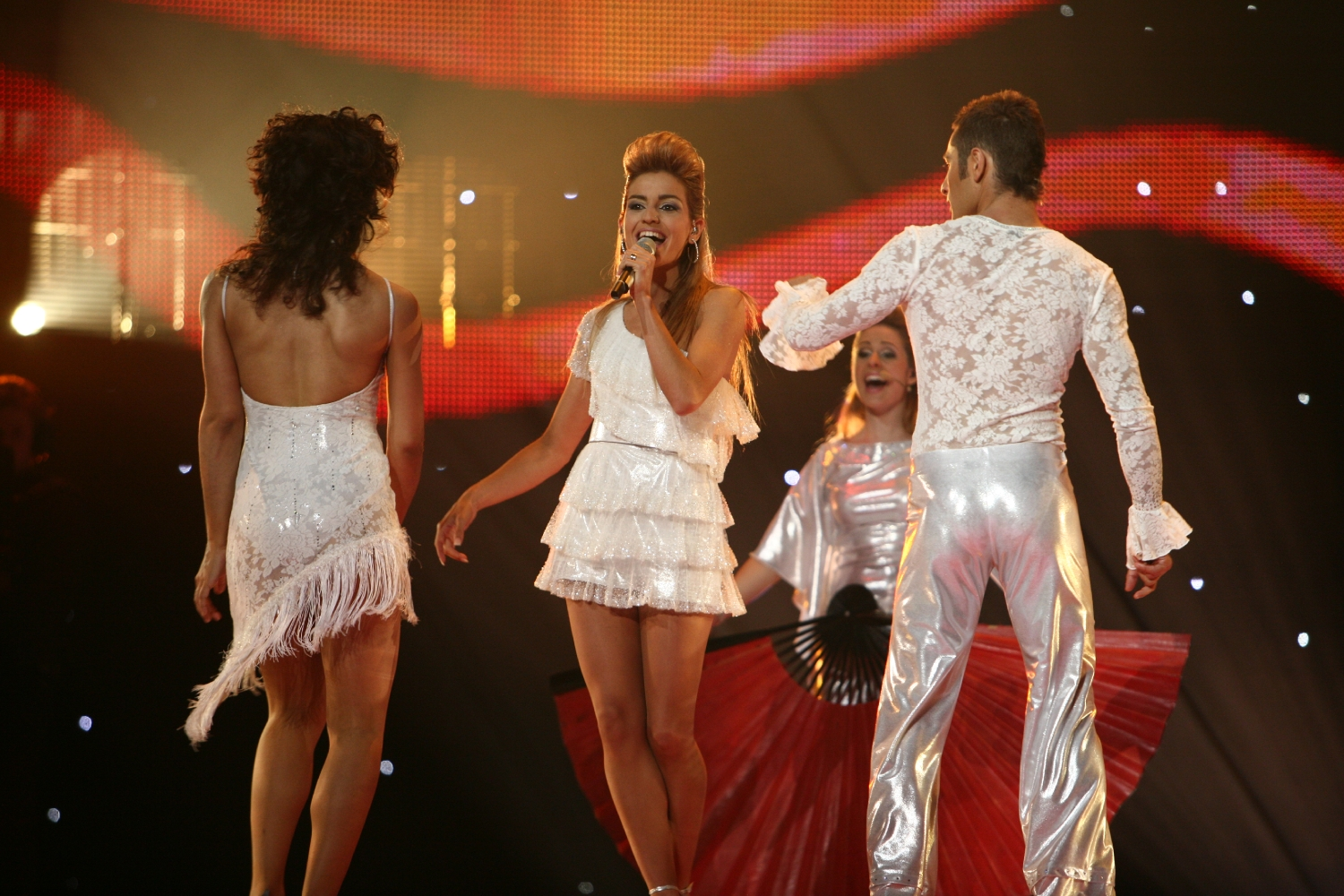
Sabrina у Гельсінкі (2007)
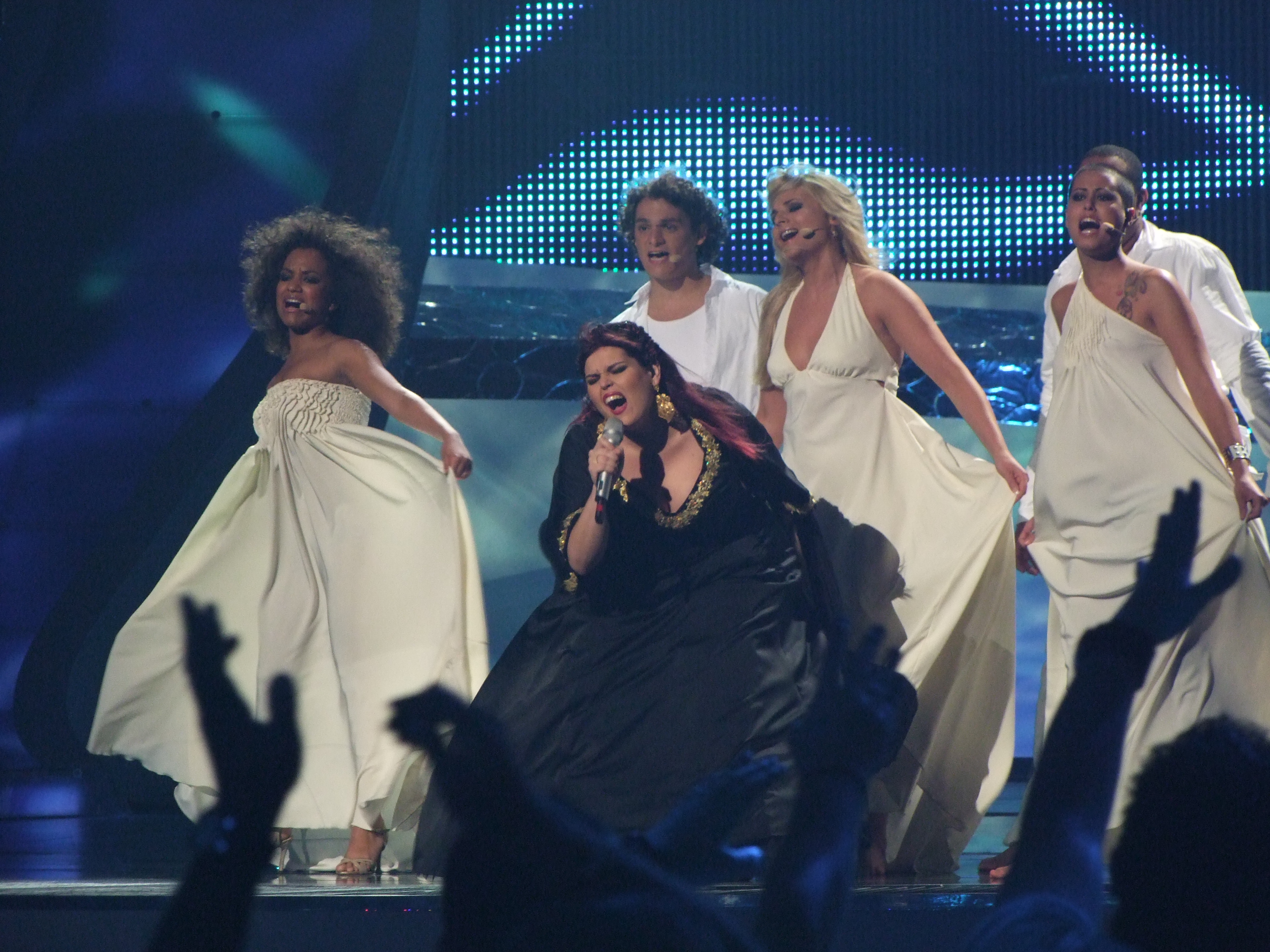
Ваня Фернандеш у Белграді (2008)
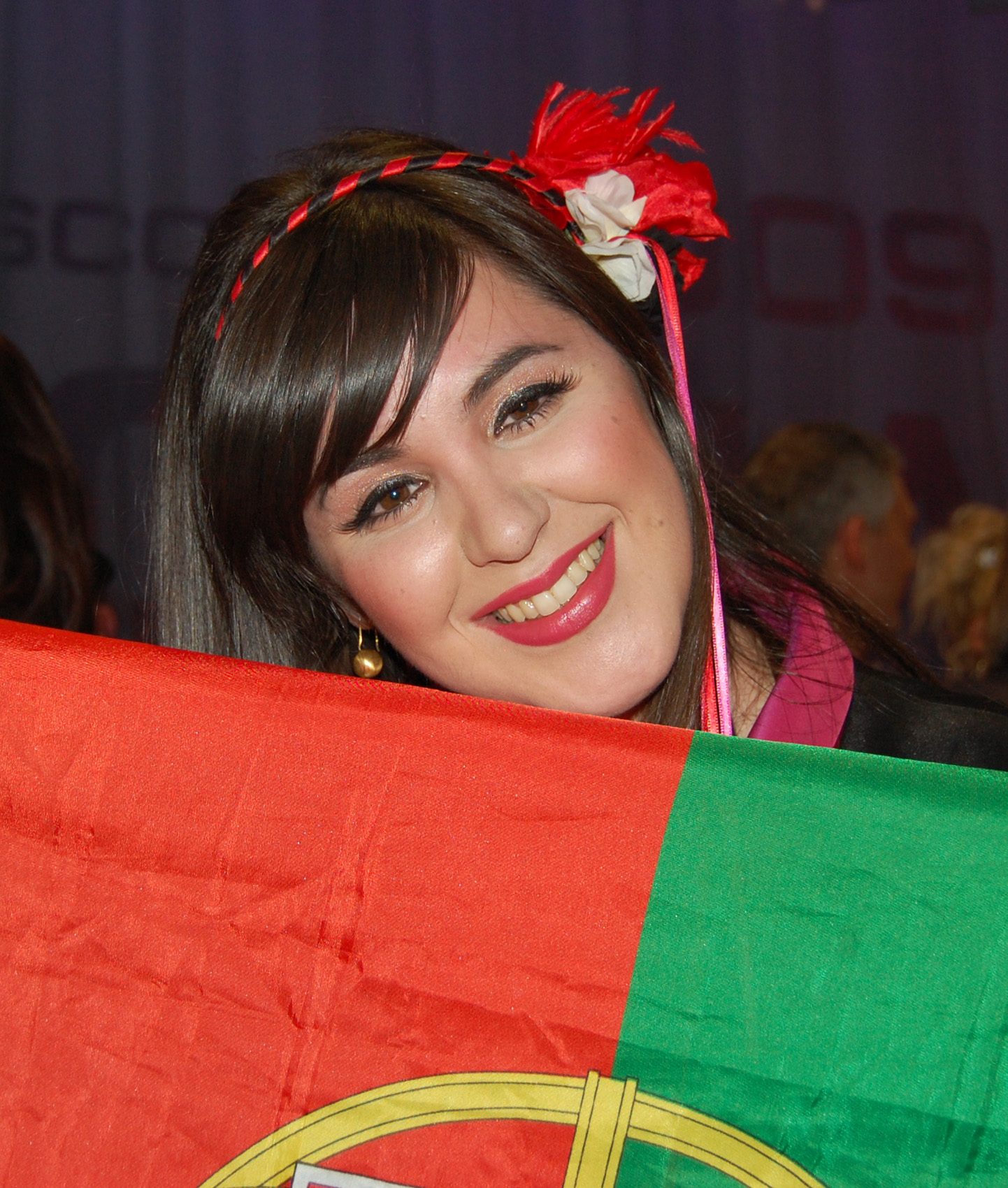
Flor-de-Lis у Москві (2009)
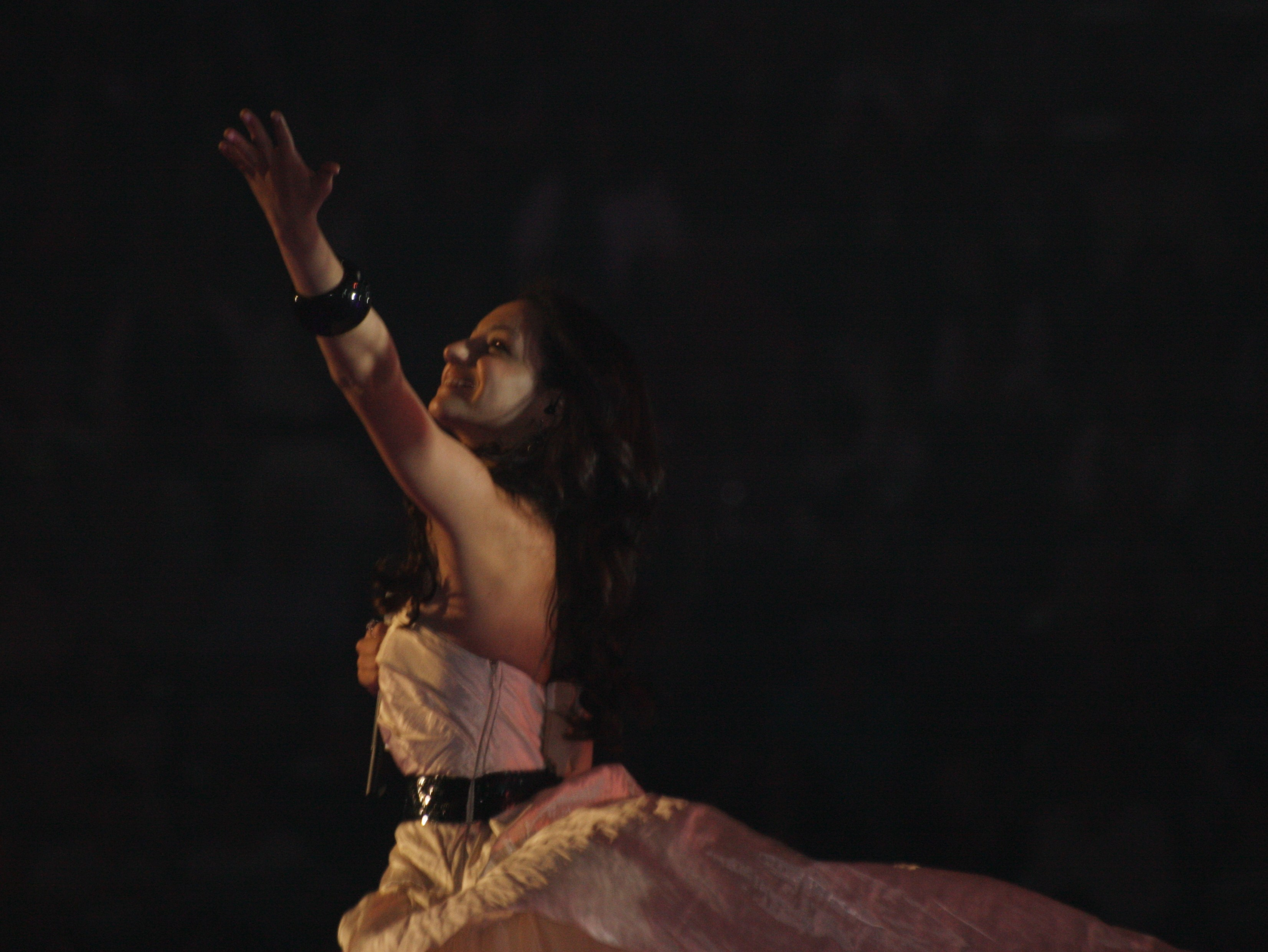
Філіпа Азеведу в Осло (2010)
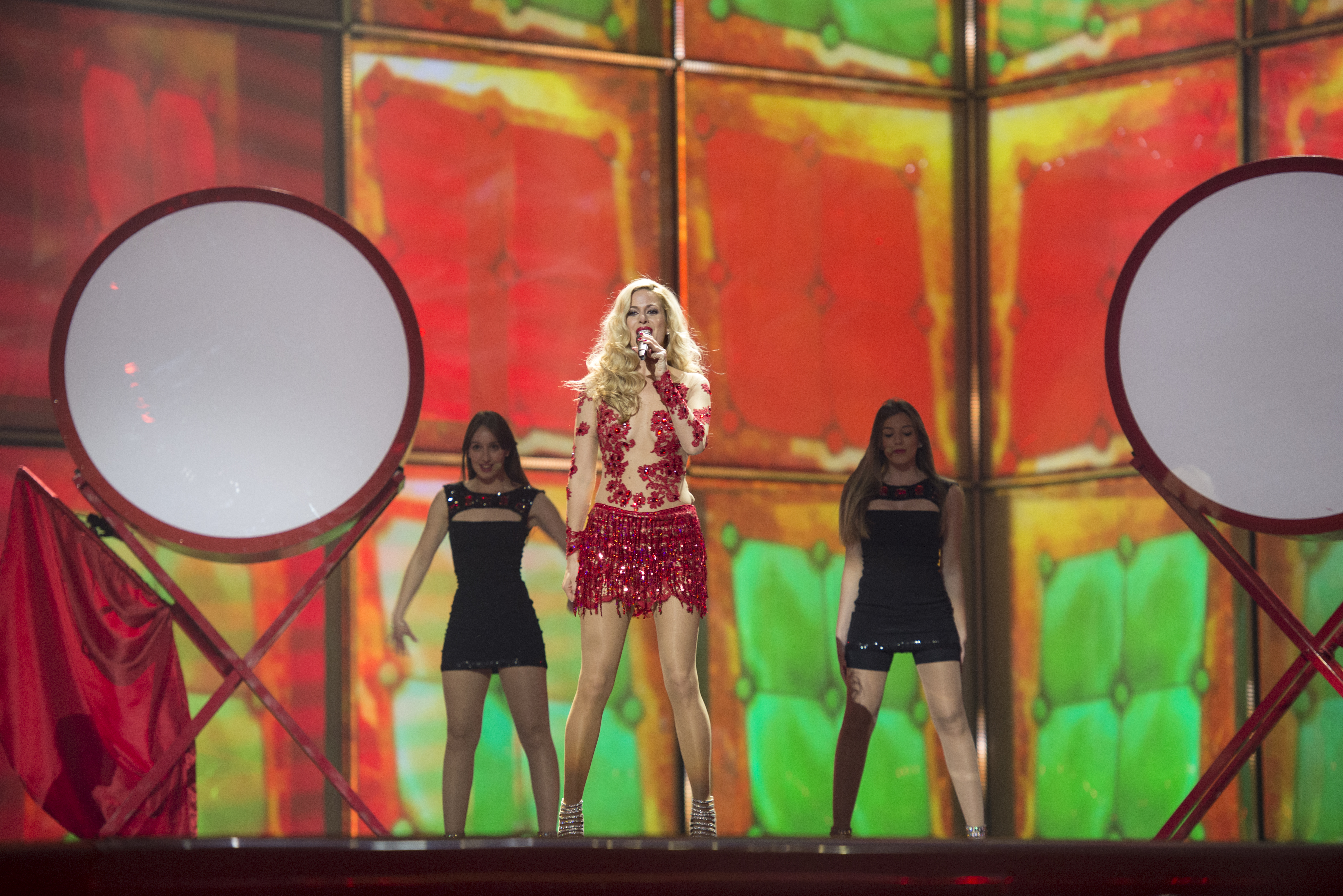
Сузі в Копенгагені (2014)
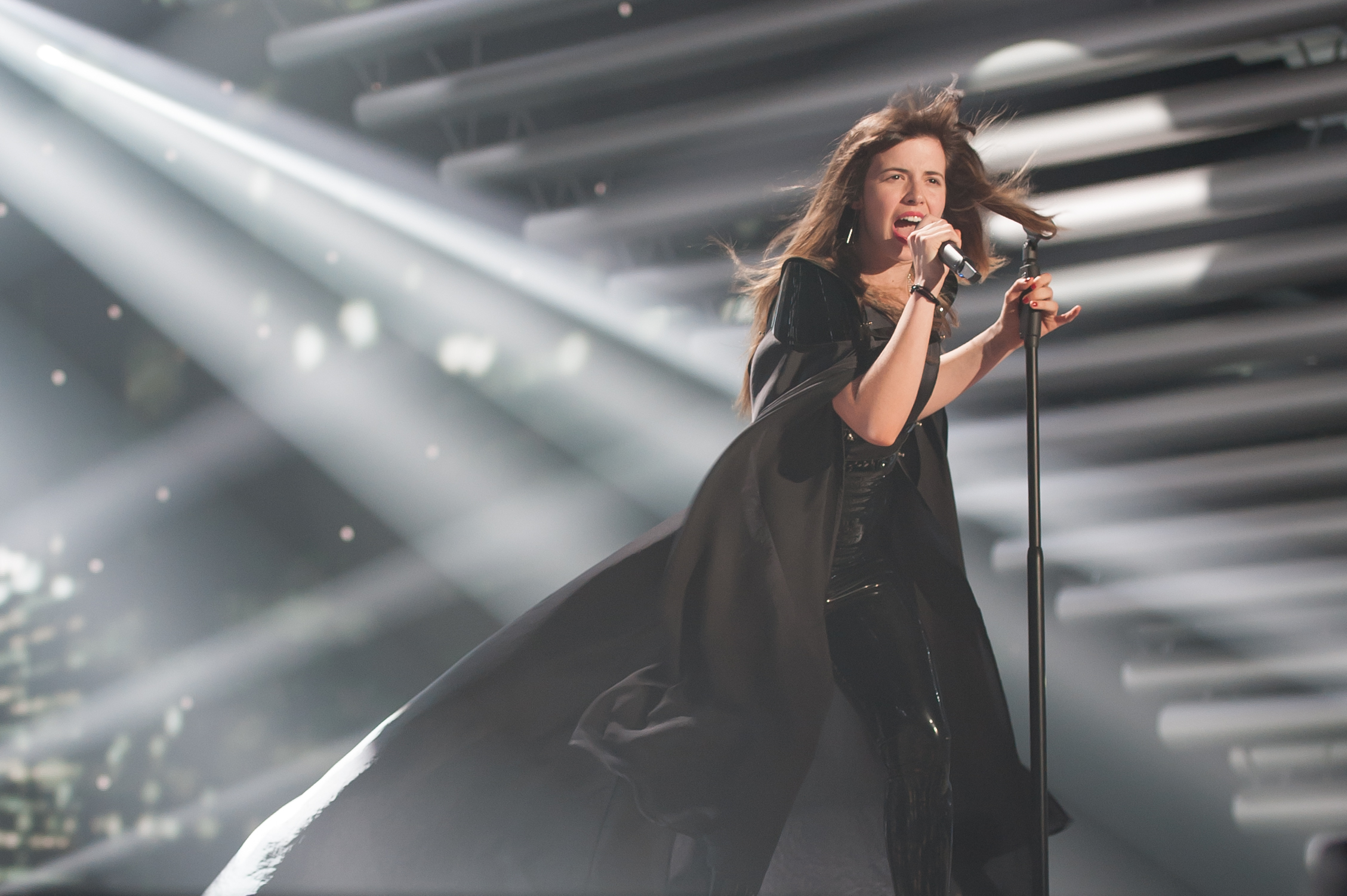
Леонор Андраді у Відні (2015)
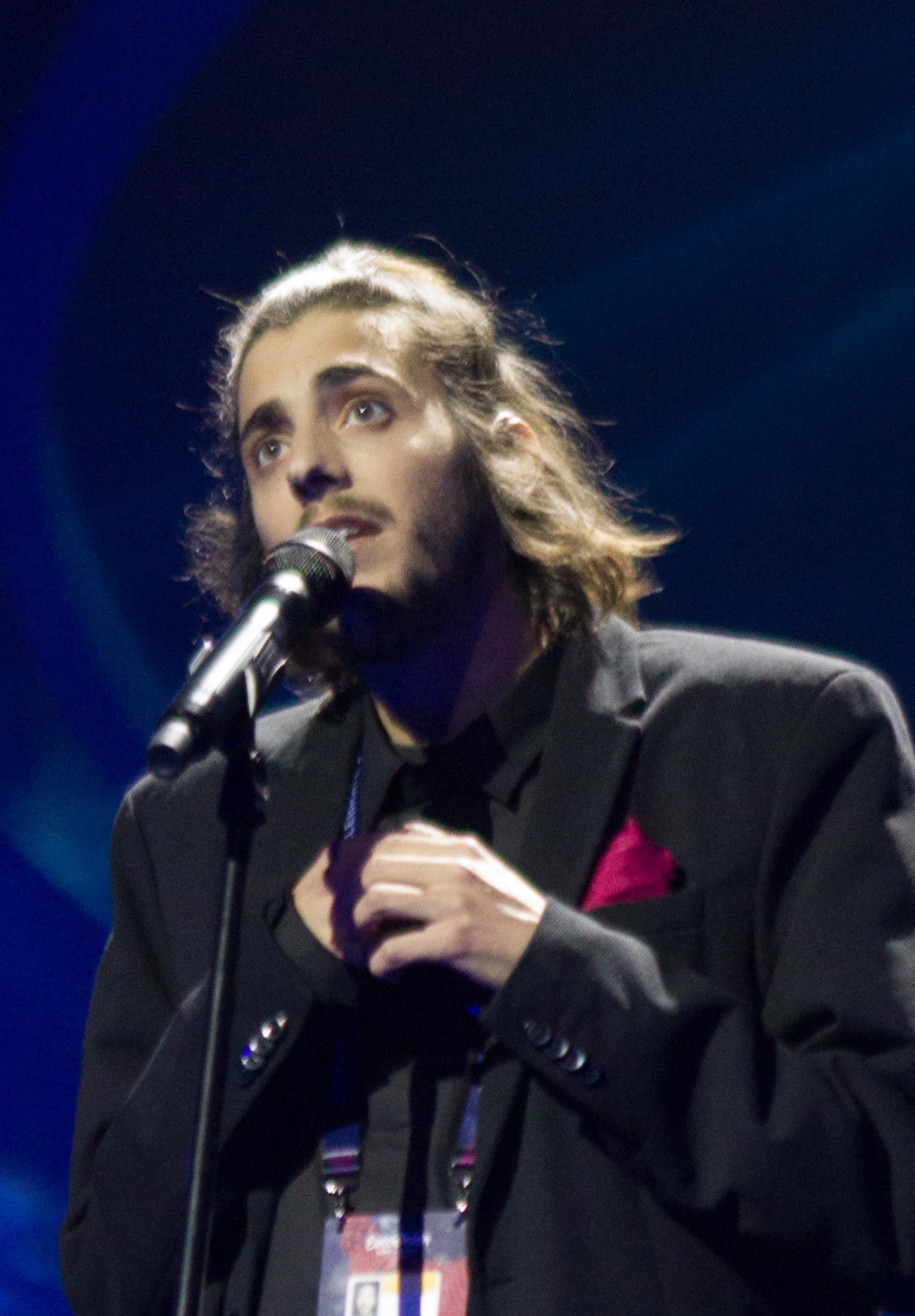
Салвадор Собрал у Києві (2017)
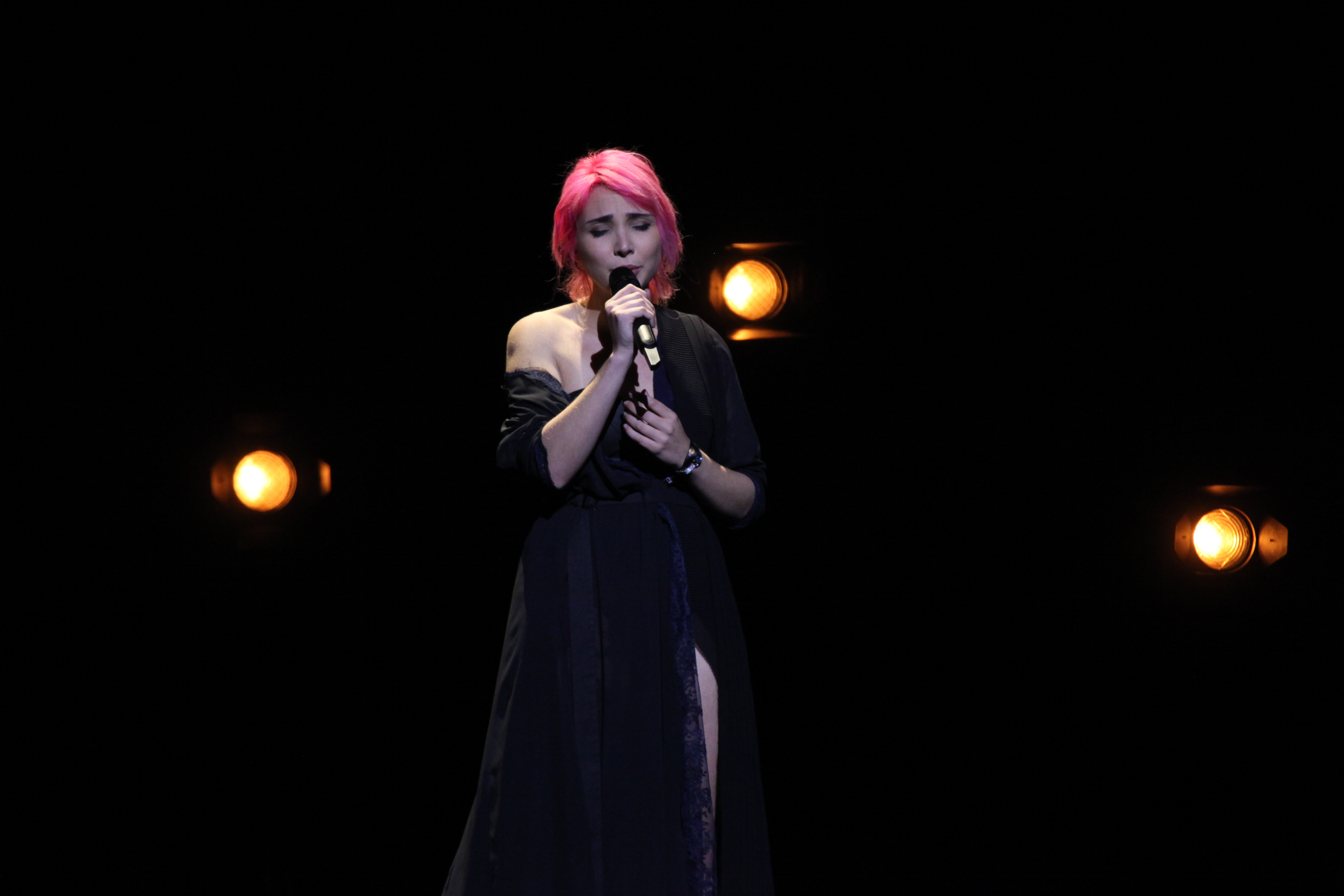
Клаудія Пашкоал у Лісабоні (2018)
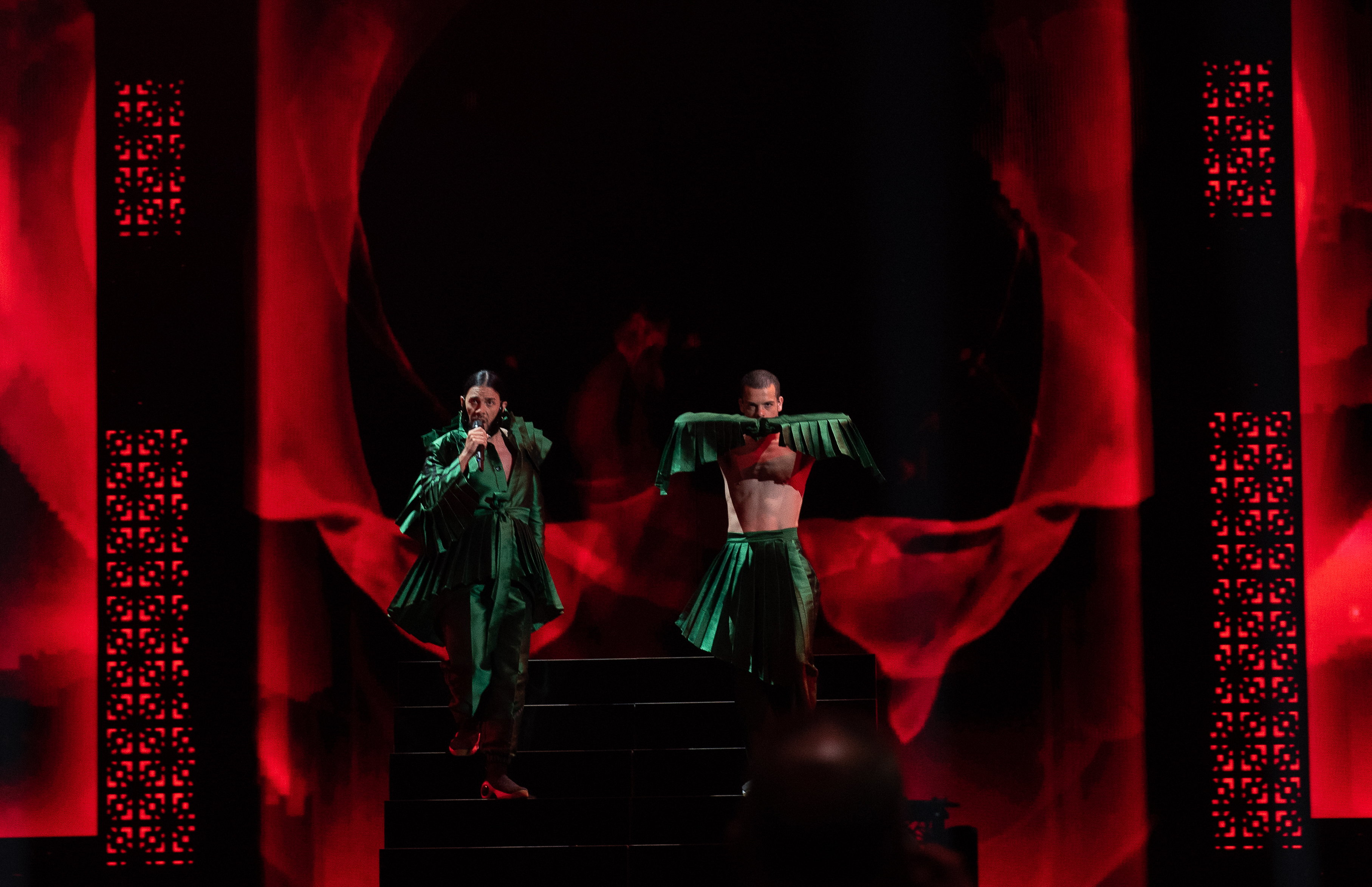
Конан Осіріс у Тель-Авіві (2019)
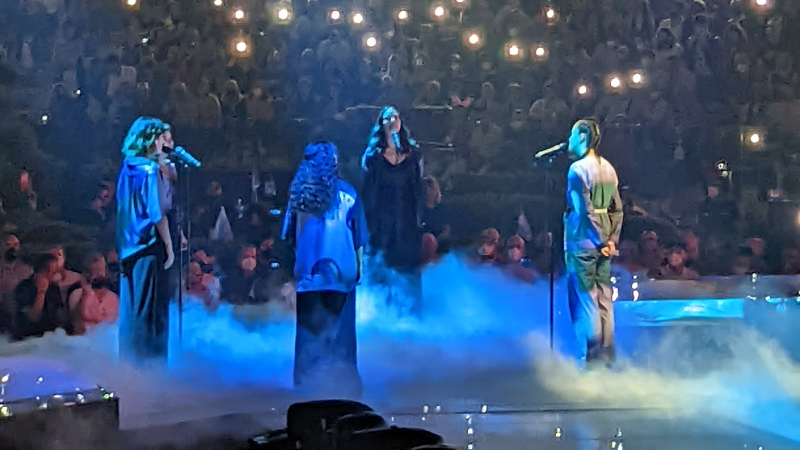
Маро у Турині (2022)
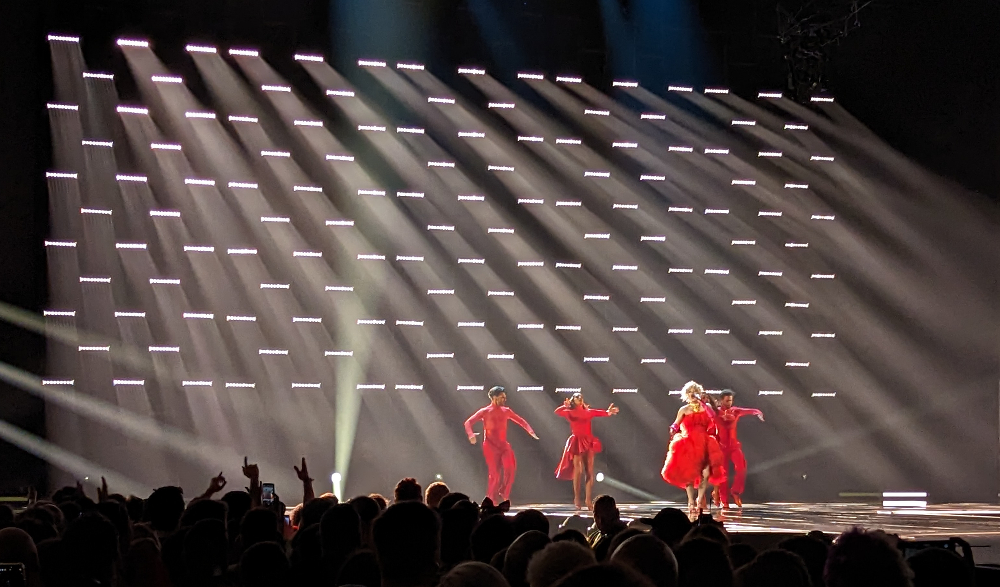
Mimicat у Ліверпулі (2023)
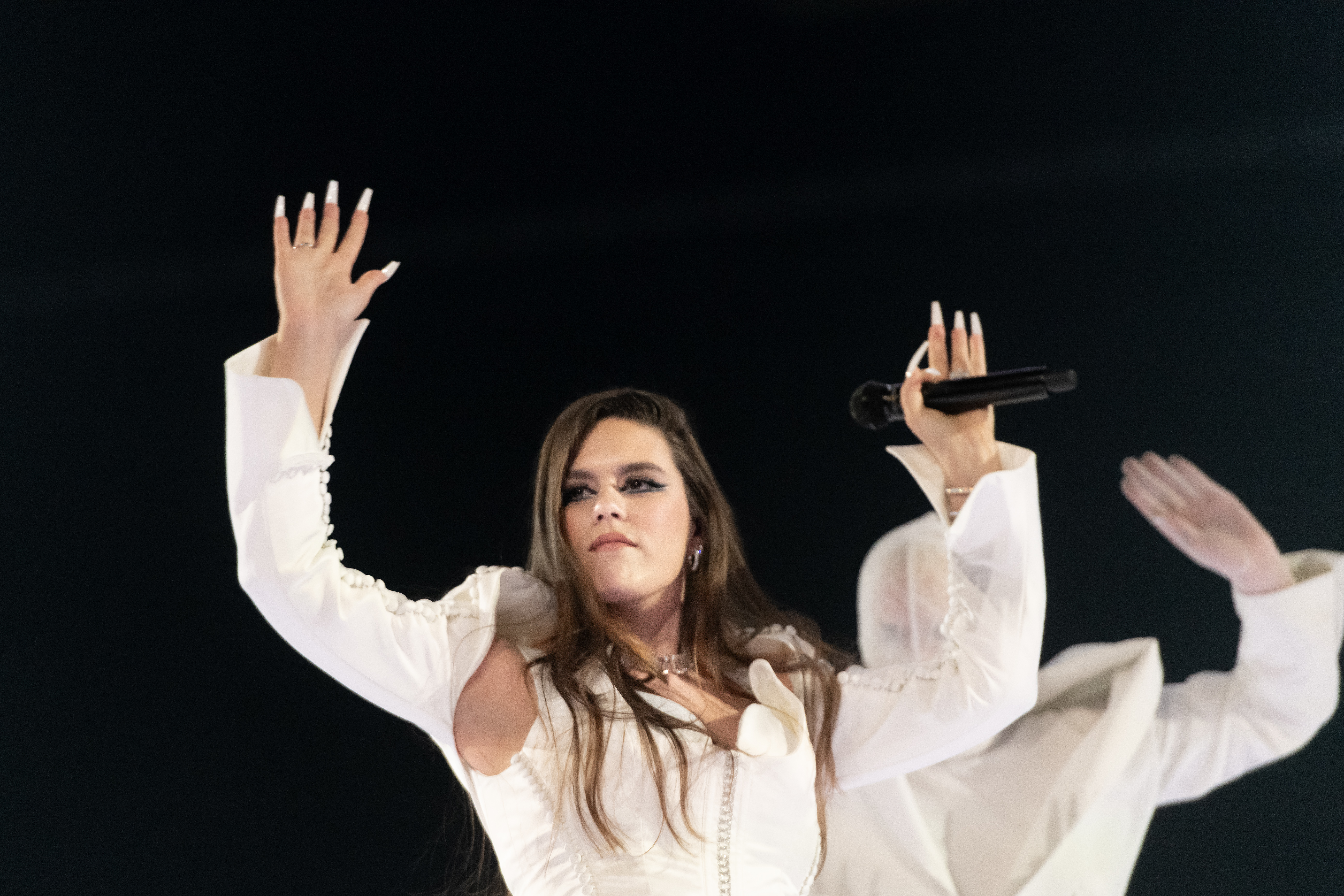
Іоланда в Мальме (2024)

## Нотатки
1. ↑  Містить повторюванні фрази на англійській мові
2. ↑  Містить повторюванні фрази на німецькій мові
3. ↑  Містить повторюванні фрази на французькій мові